# Luiz Alberto Figueiredo
Luiz Alberto Figueiredo (né le 17 juillet 1955 à Rio de Janeiro) est un homme politique brésilien et ancien ministre des Affaires étrangères. Il est actuellement ambassadeur du Brésil aux États-Unis.